# Legio IV Macedonica
Legio Quarta Macedonica (Quân đoàn Macedonia thứ tư), là một quân đoàn La Mã được Julius Caesar thành lập trong năm 48 trước Công nguyên cùng với những lính lê dương người Ý. Quân đoàn này sau đó đã bị hoàng đế Vespasianus giải tán trong năm 70. Biểu tượng của quân đoàn là một con bò đực (như tất cả các quân đoàn khác của Caesar) và cung Ma Kết.

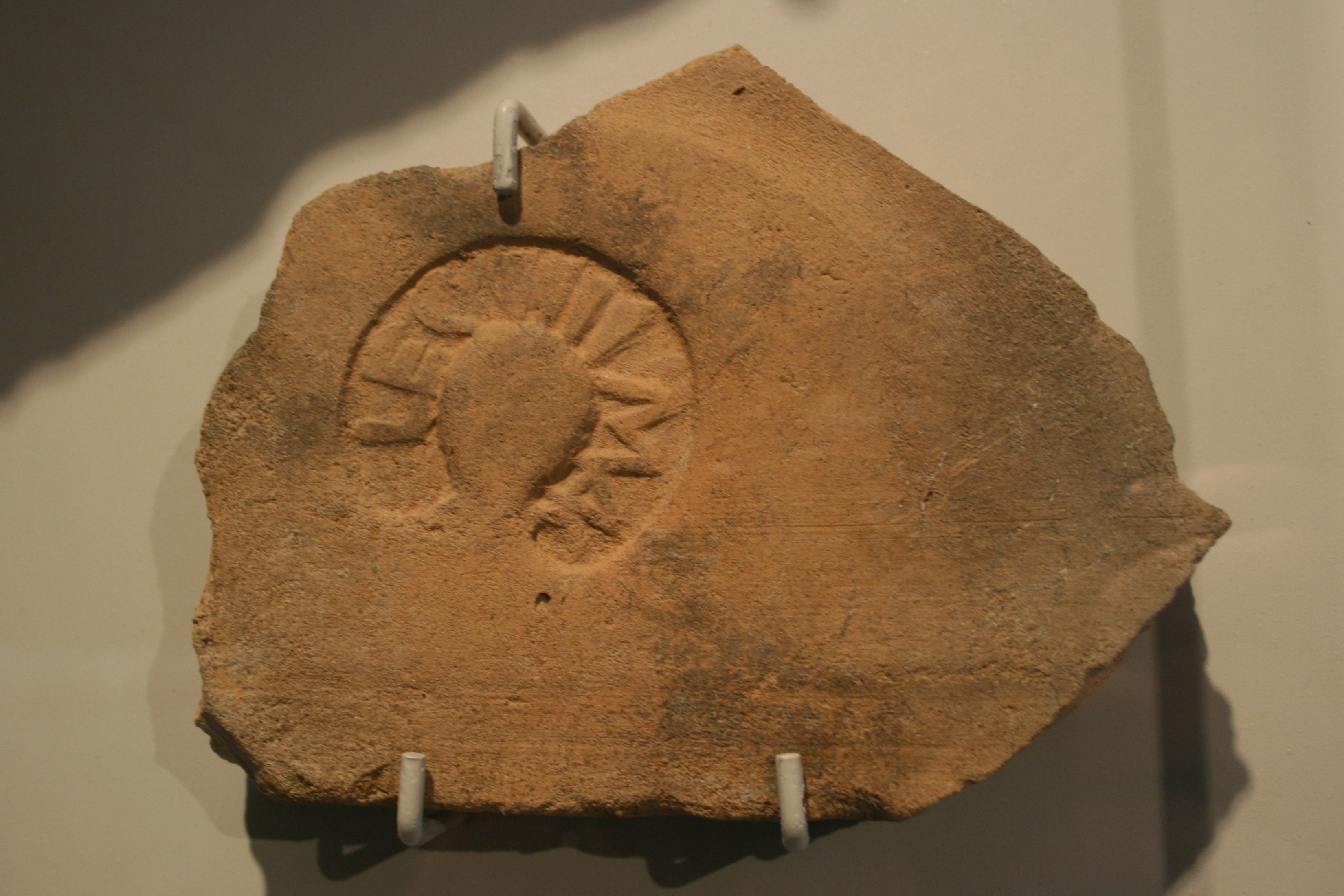
Gạch mang dấu hiệu LEG IV MAC được tìm thấy ở Rheinzabern.

Vào thời điểm quân đoàn được thành lập năm 48 TCN, Cộng hòa La Mã khi ấy đang trên đà suy tàn một cách nhanh chóng. Caesar thì đã vượt qua sông Rubicon vào năm trước và đang bắt đầu một cuộc nội chiến. Pompeius, Cato trẻ và phần còn lại của phe bảo thủ trong viện nguyên lão đã bỏ trốn sang Hy Lạp. Caesar lúc này chuẩn bị cho việc truy đuổi và, trong quá trình chuẩn bị, ông đã cho thành lập Legio IV. Những trận đánh đầu tiên mà quân đoàn tham gia đó là Dyrrhachium và ở Pharsalus, nơi Caesar đánh bại Pompeius. Sau trận chiến này, quân đoàn đóng quân tại tỉnh Macedonia, và vì thế nó có được tên riêng cho mình.
IV Macedonica luôn đứng về phía người con nuôi của Julius Caesar, Octavian, đầu tiên chống lại những kẻ ám sát Caesar trong trận Philippi vào năm 42 trước Công nguyên, sau đó chống lại Marcus Antonius trong trận thủy chiến Actium vào năm 31 trước Công nguyên.
Octavian, lúc này là Augustus, đã phái quân đoàn tới Hispania Tarraconensis trong năm 30 trước Công nguyên, và nó đã tham gia vào các cuộc chiến tranh Cantabria. Trong năm 25 trước Công nguyên, quân đoàn còn là đóng vai trò là lực lượng quyết định trong trận Vellica dưới sự chỉ huy của chính Augustus. Sau khi Augustus hoàn toàn giành chiến thắng vào năm 13 trước Công nguyên, quân đoàn lưu lại trên địa bàn tỉnh này, nhưng binh sĩ của nó thì lại đóng quân rải rác khắp bán đảo Iberia.
Trong năm 43, quân đoàn đã được chuyển tới Thượng Germania, để thay thế vai trò là đơn vị đồn trú của Moguntiacum (Mainz ngày nay) cho XIV Gemina. Cùng với XXII Primigenia, quân đoàn đã ủng hộ Vitellius, thống đốc của Thượng Germania, trong Năm Tứ hoàng đế (năm 69), đầu tiên chống lại Otho, sau đó là Vespasianus, người cuối cùng sẽ trở thành hoàng đế sau này.
Trong cuộc khởi nghĩa Batavia (năm 69/70), IV Macedonica đã bảo vệ Mainz và chiến đấu dưới quyền Potillius Cerealis chống lại quân khởi nghĩa. Hành động của họ xứng đáng không bị quở trách nhưng Vespasianus lại không tin tưởng những binh sĩ của mình, có thể là do họ đã từng ủng hộ Vitellius. Quân đoàn đã bị giải tán vào năm 70, nhưng nó lại được tái lập lại ngay sau đó dưới tên Legio IIII Flavia Felix.